# Euryomia argentea
Euryomia argentea är en skalbaggsart som beskrevs av Olivier 1789. Euryomia argentea ingår i släktet Euryomia och familjen Cetoniidae. Inga underarter finns listade i Catalogue of Life.